# Estação Ferroviária de Monção
A Estação Ferroviária de Monção (nome anteriormente grafado como "Monsão"), é uma gare encerrada da Linha do Minho, que servia a vila de Monção, no Distrito de Viana do Castelo, em Portugal. Foi inaugurada em 1915 e encerrada em 1990.

## História

### Século XIX
Nos finais do século XIX, já se reconhecia a necessidade de continuar a Linha do Minho de Valença até Monção e Melgaço, devido à riqueza daquela região, e às estâncias termais naquelas localidades. Com efeito, em 1888 já existia um serviço de diligências que unia a estação de Valença às termas de Monção, num percurso de cerca de duas horas e meia. Um relatório de 3 de Julho de 1889 defendeu a construção da linha, que foi definitivamente planeada até Monção em 1895, e classificada como via larga no Plano da Rede de 15 de Fevereiro de 1900. No entanto, os interesses locais discordaram desta decisão, preferindo a utilização de via estreita; com efeito, já em 22 de Novembro de 1894 tinha sido autorizada a construção de um caminho de ferro de bitola estreita, do tipo americano e com via instalada no leito das estradas. Este empreendimento tinha falhado, devido à situação económica do país, que tinha dificultado a obtenção de capitais.

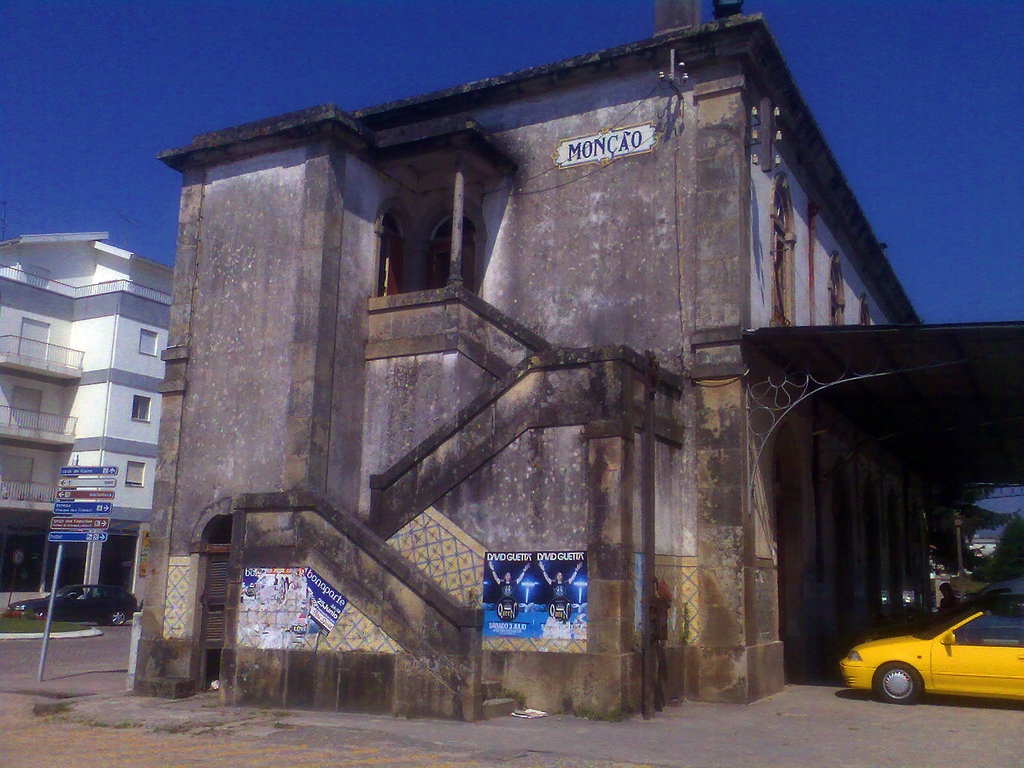
Vista da estação, em 2010.

Assim, os protestos foram ignorados, e uma portaria de 5 de Março de 1904 ordenou a realização dos estudos para via larga. Este caminho de ferro foi construído pela divisão de Minho e Douro dos Caminhos de Ferro do Estado, tendo o troço entre Lapela e Monção entrado ao serviço em 15 de Junho de 1915. O edifício de passageiros situava-se do lado norte da via (lado direito do sentido descendente, a Ermesinde).
Em 1889, foi apresentado o plano para uma nova linha entre Braga e Monção, no Ministério das Obras Públicas. Este caminho de ferro passaria por Ponte da Barca e Arcos de Valdevez.

### Século XX
Em 1930, foi revisto o plano geral da rede ferroviária, tendo um dos troços classificados sido o prolongamento da linha férrea até Melgaço, em via larga. Em 1936, estava a ser planeada uma estrada ligando a estação ao Cais da Lodeira. Em 1938, a carreira de camionagem que já existia entre a estação de Monção e Melgaço foi prolongada até São Gregório.

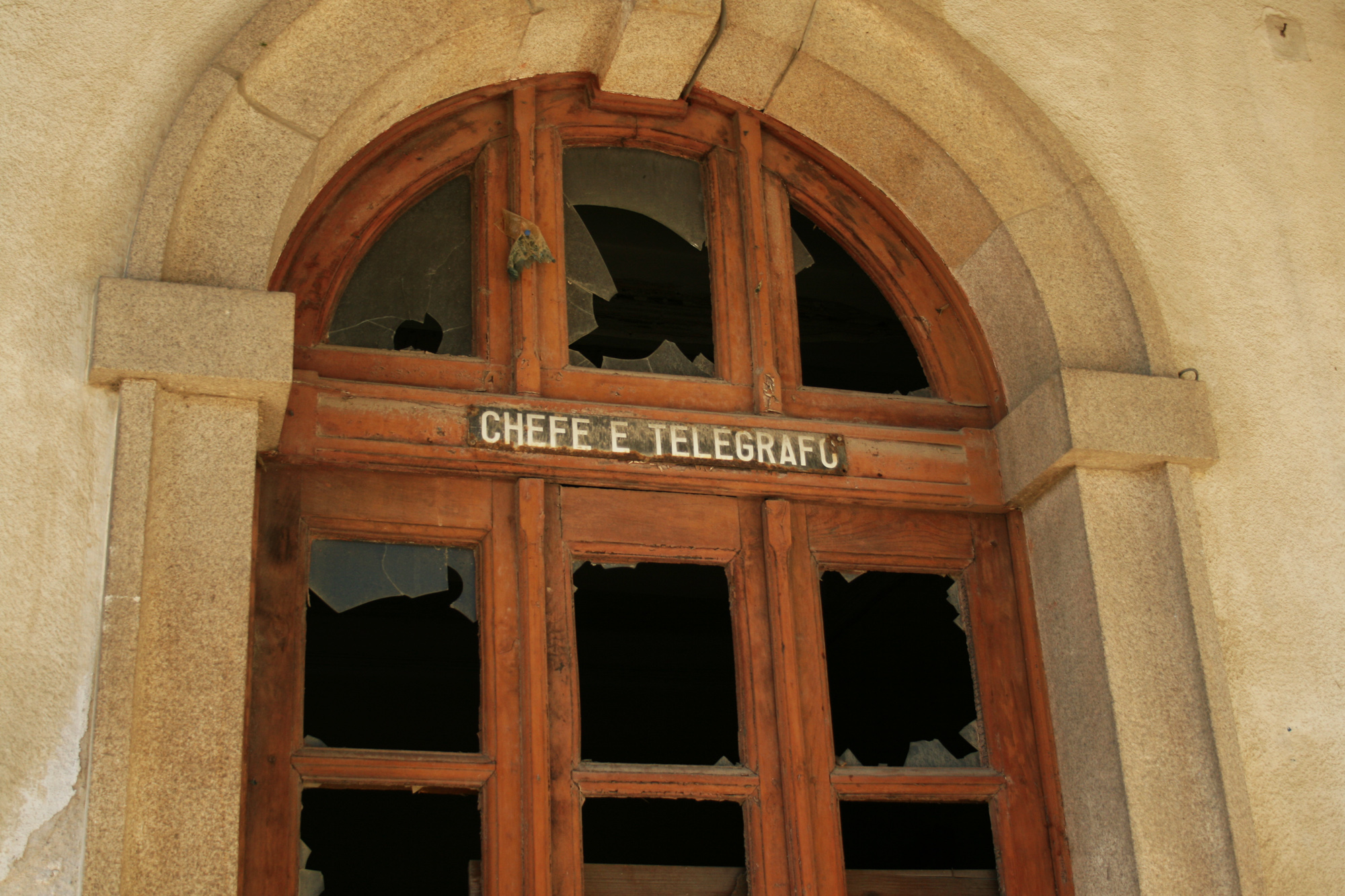
Detalhe da estação, ainda degradada em 2010.

Nos finais de 1989, a empresa Caminhos de Ferro Portugueses anunciou a decisão de encerrar nove lanços da rede ferroviária nacional, incluindo o tramo entre Monção e Valença da Linha do Minho, tendo esta medida entrado em vigor em 2 de Janeiro de 1990.

### Século XXI
Em 2017, o edifício da estação já tinha reabilitado, passando a servir como sede para uma banda de música local. Porém, as restantes dependências da estação não tinham passado por obras de remodelação e estavam a degradar-se, tendo sido sugerido o seu aproveitamento como um espaço museológico ou um estabelecimento de restauração.